# RAF Kinloss
Pour les articles homonymes, voir FSS.
La Royal Air Force Station Kinloss (Code AITA : FSS) est une base aéronautique militaire de la RAF située sur la commune de Kinloss, dans le nord de l'Écosse. La base a été inaugurée le 1er avril 1939 et a servi comme base d'entraînement durant la Seconde Guerre mondiale.
Sa fermeture officielle est intervenue en 2012. Elle est encore utilisée par le Volunteer Gliding Squadron (en) pour du vol à voile et diverses activités militaires.

Un Panavia Tornado sur la piste de la base aérienne.